# Верона (Вірджинія)
Верона (англ. Verona) — переписна місцевість (CDP) в США, в окрузі Огаста штату Вірджинія. Населення — 4398 осіб (2020).

## Географія
Верона розташована за координатами 38°11′37″ пн. ш. 79°0′37″ зх. д. / 38.19361° пн. ш. 79.01028° зх. д. (38.193744, -79.010219).  За даними Бюро перепису населення США в 2010 році переписна місцевість мала площу 19,70 км², з яких 19,52 км² — суходіл та 0,18 км² — водойми.

## Демографія
Згідно з переписом 2010 року, у переписній місцевості мешкало 4239 осіб у 1457 домогосподарствах у складі 984 родин. Густота населення становила 215 осіб/км².  Було 1556 помешкань (79/км²).
Расовий склад населення:
| - 88,7 % — білих - 8,3 % — чорних або афроамериканців - 0,7 % — азіатів - 0,4 % — корінних американців |

До двох чи більше рас належало 1,3 %. Частка іспаномовних становила 2,8 % від усіх жителів.
За віковим діапазоном населення розподілялося таким чином: 18,8 % — особи молодші 18 років, 68,5 % — особи у віці 18—64 років, 12,7 % — особи у віці 65 років та старші. Медіана віку мешканця становила 38,8 року. На 100 осіб жіночої статі у переписній місцевості припадало 131,0 чоловіків;  на 100 жінок у віці від 18 років та старших — 138,4 чоловіків також старших 18 років.
Середній дохід на одне домашнє господарство  становив 49 098 доларів США (медіана — 44 006), а середній дохід на одну сім'ю — 60 271 долар (медіана — 48 936). Медіана доходів становила 44 688 доларів для чоловіків та 43 033 долари для жінок. За межею бідності перебувало 15,7 % осіб, у тому числі 18,6 % дітей у віці до 18 років та 0,0 % осіб у віці 65 років та старших.
Цивільне працевлаштоване населення становило 1516 осіб. Основні галузі зайнятості: освіта, охорона здоров'я та соціальна допомога — 33,9 %, виробництво — 16,6 %, роздрібна торгівля — 14,2 %.